# Рудки
Ру́дки (укр. Рудки́) — город в Самборском районе Львовской области Украины. Административный центр Рудковской городской общины.
Город Рудки расположен в северной части долины речки Вишни, притока Сана, в 25 км от Самбора. В черте города находится железнодорожная станция на линии Львов — Самбор. Здесь проходит автодорога Львов-Самбор-Ужгород-Чоп.

## Население
По данным переписи 2001 года, украинцы составляли 98,47 % населения города.

### Языковой состав
Родной язык населения по данным переписи 2001 года:
| Язык       | Численность, чел. | Доля     |
| ---------- | ----------------- | -------- |
| Украинский | 4 877             | 99,29 %  |
| Другое     | 35                | 0,71 %   |
| Итого      | 4 912             | 100,00 % |

Украинский язык является основным и единственным официальным языком города.

## История
Следы заселения территории Рудок уходят в III тысячелетие до н. э., доказательством чего является раскопанное здесь курганное погребение эпохи ранней бронзы. Найдено также погребение первых веков нашей эры .
В XIV в. Рудки были хутором села Беньковой Вишни (теперь село Вишня). Как отдельное село впервые упоминается в 1472 году . В XV—XVIII вв. оно входило в состав Перемышльской земли Русского воеводства Речи Посполитой и находилось в собственности разных феодалов. Владельцы Рудок часто менялись. Большим ограблениям подвергались Рудки со стороны польских и иностранных войск во время войн, которые велись феодальной Речью Посполитой, а также многочисленных татарских набегов. Впервые татары сожгли село в 1450 году. Опустошительный набег совершили они после поражения польских войск под Цуцорой в 1620 году.

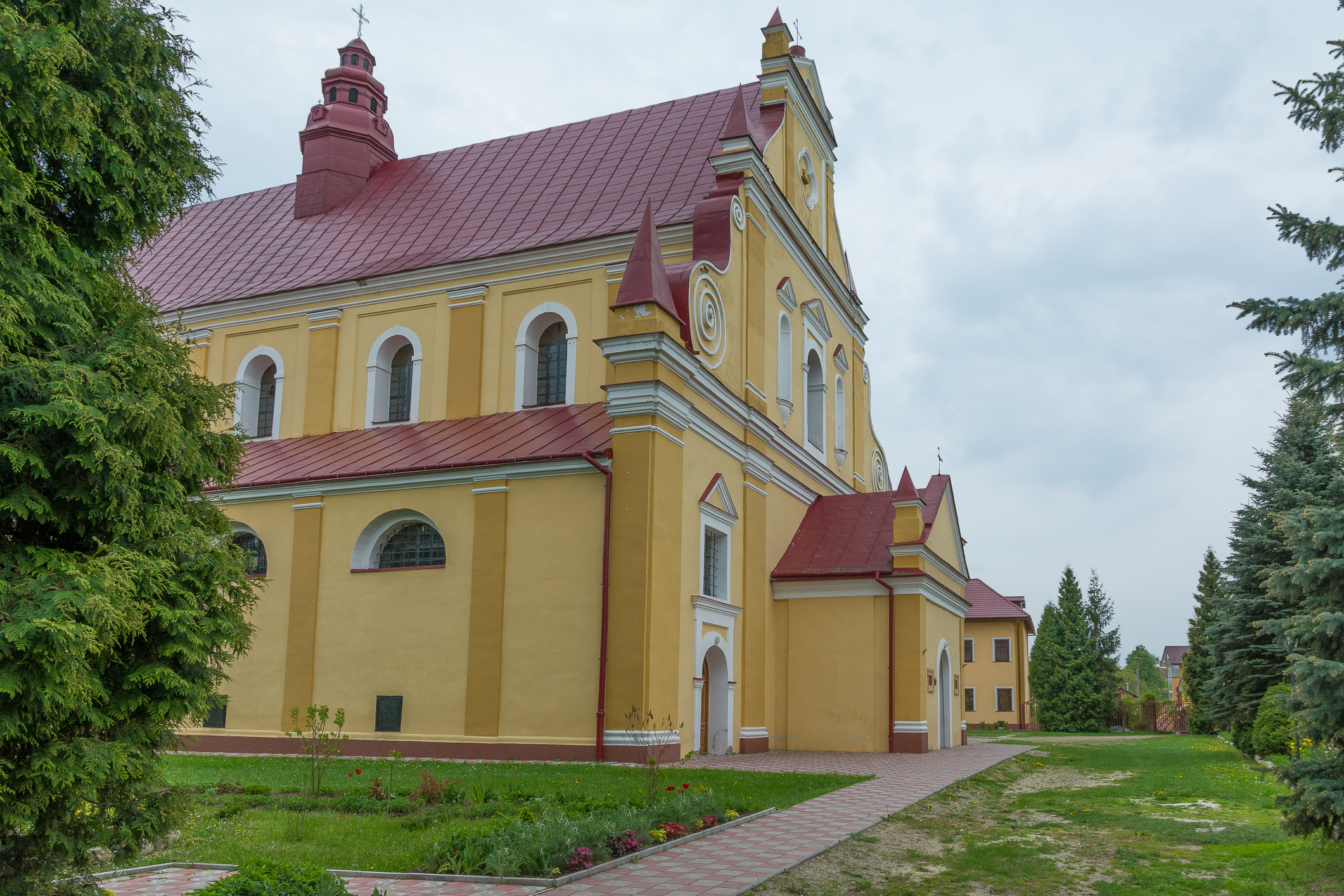
Костел Вознесения Господнего

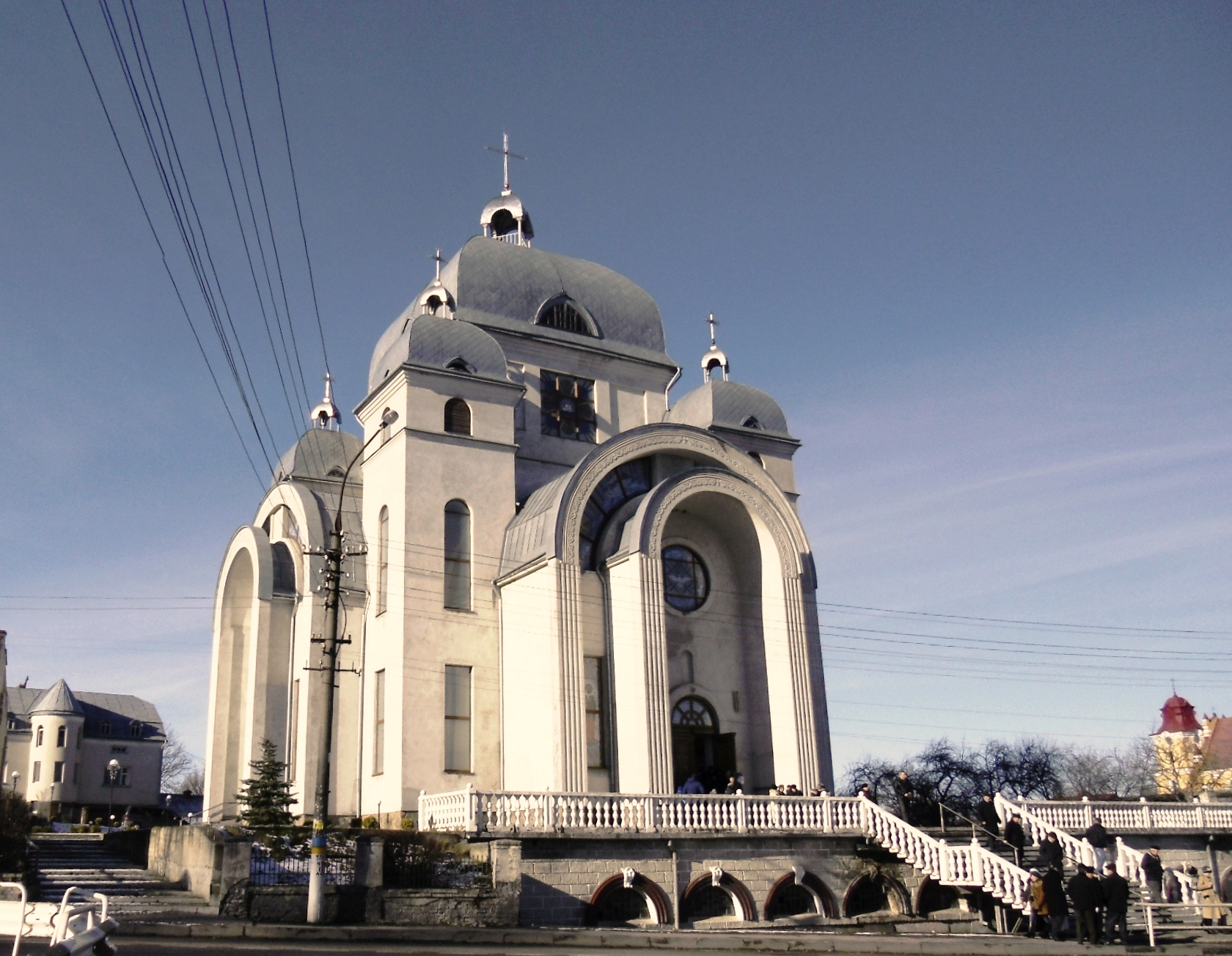
Церковь святой Евхаристии

Выгодное расположение на торговом пути Львов — Самбор способствовало дальнейшему развитию Рудок. Здесь останавливались проезжие купцы, собирались крестьяне и ремесленники из окрестных сел для продажи продуктов сельского хозяйства и ремесленных изделий. Те, кто селился около дороги, занимались преимущественно торговлей и ремеслом, а кто подальше — земледелием и добыванием глины в карьере. Сеймики перемышльской шляхты в Судовой Вишне в инструкциях своим послам на общегосударственный сейм от 11 января 1645 года и 13 сентября 1646 года именовали Рудки городом и включили в число тех, которым предлагалось дать право винного склада.
Во время национально — освободительной войны украинского народа 1648—1654 гг. г. Рудки был разорён польско-шляхетскими войсками и татарами. Часть жителей попала в татарскую неволю, часть вымерла от эпидемий.
Во время польско-турецкой войны 1672—1676 гг. город Рудки вновь подвергся нападению татар.
В первой половине XVIII в. Рудки получили магдебургское право, окончательно узаконившее их положение в качестве города. Однако к началу 70-х гг. XVIII в. они мало чем отличались от села. Основным занятием населения являлось сельское хозяйство. С ним были связаны также торговцы и ремесленники, пользовавшиеся прилегающими к их домишкам усадьбами и земельными участками в предместье. Торговля и ремесло носили локальный характер и обслуживали в основном жителей города, крестьян из соседнего имения и частично — окрестных сел. Среди ремесленников первое место занимали сапожники, затем шли ткачи, кузнецы, шорники, колесники и другие .
Большая часть пригородных земель находилась в руках феодалов Фредров (с 1753 года) и католической церкви. Земельные участки, принадлежавшие Фредрам, арендовали торговцы и ремесленники, за что платили владельцам от 15 до 70 злотых чинша. У помещиков проживали и работали коморники, платившие им по 4 злотых. Уже в XIV в. в городе был католический приход. В 1660 году владелец Рудок Грудовский передал рудковскому костёлу десятину от своих имений, право свободной рубки в них леса и рыболовства. Значительную финансовую помощь костёлу оказывало государство.
В 1772 году Рудки в составе Галиции оказались под властью Австро-Венгрии. В 1782—1918 гг. они являлись местечком и входили в состав Самборского округа, а с 1867 года стали центром уезда.
Согласно классификации населённых пунктов 1784—1785 годов Рудки были именованы городком. С того времени и до 17 сентября 1939 г. — повятовый город Польши во владении польских магнатов.
В конце XVIII в. в местечке насчитывалось 76 строений, в том числе 58 халуп. Население составляло 380—450 человек.
С началом революции 1848—1849 гг. в Австрии и созданием во Львове Рады Народовой в Рудках была образована польская окружная рада. Она состояла из окрестных помещиков и верхушки польского мещанства. Её председателем был избран собственник соседнего имения польский драматург граф А. Фредро (1793—1876).
Во второй половине XIX в. в экономике Рудок значительное место занимала торговля. В 1894 году здесь открыли ремесленную школу, которая готовила специалистов по плетению корзин из лозы. Развитию торговли и промышленности в Рудках способствовала постройка в 1903 году железной дороги Львов — Самбор и железнодорожной станции. В 1904 году в местечке были основаны кирпично-черепичный завод и лесопильня, принадлежавшие собственнице соседнего имения Ф. Скарбек. Начала действовать бойня. Развивалось ремесло. Накануне первой мировой войны здесь существовали портняжные, ткацкие, сапожные, столярные, кузнечные, строительные, бондарные, шорные, часовые и другие предприятия и мастерские. Увеличилось число лавок — их стало свыше 50. Несколько торговых предприятий вели оптовую торговлю пшеницей и скотом. Выросло население Рудок. Если в 1860 году оно составляло 1695 человек, то в 1900 году — 3247 человек. Соответственно увеличилось число дворов — с 249 до 380.
По административному делению Галичины, введенному австрийской властью 28 февраля 1867 г., Рудки стали центром Рудковского повяту. Кроме католического костёла (Перемишльская епархия), тут были православная церковь и синагога. С 23 декабря 1920 года до 4 декабря 1939 года в Львовском воеводстве Польской Республики. Центр Рудковского повята. 1 сентября 1939 года германские войска напали на Польскую Республику, началась Германо-польская война 1939 года. 17 сентября 1939 г. город в составе УССР вошел в Советский Союз. 17 сентября 1939 года Красная Армия Советского Союза вступила на территорию восточной Польши — Западной Украины, и 28 сентября 1939 года был подписан Договор о дружбе и границе между СССР и Германией. 27 октября 1939 года установлена Советская власть. C 14 ноября 1939 года в составе Украинской Советской Социалистической Республики Союза Советских Социалистических Республик. 4 декабря 1939 года стал центром Рудковского уезда (с другими органами управления) Дрогобычской области (Указ Президиума Верховного совета СССР от 4 декабря 1939 года).
В ходе Великой Отечественной войны 28 июня 1941 года был оккупирован немецкими войсками. В период оккупации всё еврейское население было уничтожено.
Освобождён 26 июля 1944 года войсками 1-го Украинского фронта в ходе Львовско-Сандомирской операции:
- 3-я гвардейская танковая армия — 70-я механизированная бригада (полковник Новохатько Михаил Степанович) 9-го механизированного корпуса (генерал-лейтенант танковых войск Сухов Иван Прокофьевич).[8]

В 1963—1964 годах Рудки входили в состав Городоцкого района Львовской области.
На протяжении нескольких столетий, до окончания Второй мировой войны, город Рудки был широко известен, как место паломничества к чудотворному образу Богоматери, который находился в парафиальном костёле. Восточная икона попала сюда благодаря рудковскому помещику Ежи Чурилло. В 1612 г., после очередного татарского наезда на Подолие, икона чудом сохранилась на месте сгоревшей церкви. В католическом храме в Рудках образ нашёл новых многочисленных поклоняющихся ему. Однако и тут на долю иконы выпали испытания огнём, так как кочевники несколько раз поджигали деревянный на то время костёл. Однако образ остался неповреждённым, а глубоко верующие люди, которые молились перед ним, избавлялись от болезней.
В 1728 г. в Рудках соорудили каменный костёл, куда и перенесли чудотворный образ. Сооружение было построено с элементами как ренессанса, так и ультрамодного в то время на Западной Украине барокко. Лишь колокольня осталася ещё со времён деревянного храма, поэтому её датируют XVII в. 31 декабря 1917 г. из Ватикана поступил декрет о коронации иконы, однако военные действия помешали осуществить проведение торжеств до 2 июля 1921 г. С того времени, рудковский костёл стал одним из наиболее почитаемых сакральных сооружений в довоенной Польше. Во время перестройки костёла в 1885 г. к основному объёму храма был пристроен притвор. Тогда же пострадал самый старый, нижний ярус колокольни с контрфорсами на углах, когда была заложена кирпичом древняя арочная брама (ворота). В 1946 г., спасая чудотворный образ, тогдашний настоятель храма о. М.Войтась вывез его в Польшу. Рудковская богоматерь какое-то время пребывала в Перемышле, а в 1968 г. образ был перенесён в костёл в Ясеню, близ городка Долишние Устрики. Вскоре сюда потянулись паломники, а от кардинала Кароля Войтылы Богоматерь Рудковская получила имя «Царица Бещад».
Но случилось происшествие. Летом 1992 г. во время проведения церковных мероприятий реликвию украли злоумышленники. В Рудки в ноябре 1995 г. вернулась лишь копия образа. Коронацию иконы в ноябре 1995 г. совершил архиепископ и митрополит Львовский Марьян Яворский.
Возвращение общине парафиального костёла Успения Девы Марии способствовало приведению в порядок крипты, где похоронен известный польский драматург граф А. Фредро, ведь проживал писатель в своём имении в Вишне.
15 мая 1989 г. состоялось торжественное переосвящение храма, а осенью следующего года в новый саркофаг в отреставрированной крипте были водружены останки рода Фредров. Теперь отовсюду снова в город Рудки приезжают паломники — как религиозные, так и литературные.